# Постоловський Михайло Федотович
Михайло Федотович Постоловський (1900, місто Кам'янець-Подільський, тепер Хмельницької області — розстріляний 7 серпня 1937, Москва) — український радянський діяч, член Політбюро ЦК КПЗУ, відповідальний секретар Білоцерківського окружного комітету КП(б)У, голова правління Державного видавництва України. Кандидат у члени ЦК КП(б)У в листопаді 1927 — червні 1930 р. Член ЦК КП(б)У в червні 1930 — січні 1934 р. Член ЦВК СРСР 7-го скликання.

## Біографія
Освіта незакінчена вища. Член РКП(б) з 1920 року.
У 1924—1925 роках — відповідальний секретар Шевченківського (Корсунського) окружного комітету КП(б)У.
У 1925—1926 роках — відповідальний секретар Білоцерківського окружного комітету КП(б)У.
З 1926 року — заступник редактора газети ЦК КП(б)У «Комуніст».
До 1928 року — один із керівників комуністичного руху в Західній Україні під псевдонімами «Вальтер» і «Чернов»: член підпільного ЦК Комуністичної партії Західної України (КПЗУ), член Політбюро ЦК КПЗУ.
Потім — на відповідальній партійній роботі в Молдавській АРСР; завідувач сектора літератури і мистецтв ЦК КП(б)У. До січня 1929 року — член колегії Народного комісаріату освіти Української СРР.
У 1928—1930 роках — голова правління Державного видавництва України (ДВУ).
З грудня 1929 року — член колегії Народного комісаріату юстиції Української СРР.
З листопада 1930 року — відповідальний секретар Макіївського міського комітету КП(б)У. З 1932 року — на партійній роботі в Донецькій області.
До грудня 1936 року — 1-й секретар Підмосковного (вугільного) районного комітету ВКП(б) Московської області.
21 грудня 1936 року заарештований органами НКВС. Розстріляний 7 серпня 1937 року і похований на Донському кладовищі Москви. Посмертно реабілітований 28 листопада 1956 року.
Дружина, Прапорт Марія Бернардівна, була заарештована УНКВС Московської області 31 серпня 1937 року й засуджена на 8 років виправно-трудових таборів.